# Paolo Falace
Paolo Falace (1940 – 1994) è stato un attore italiano.

## Biografia
La sua principale attività è legata al mondo teatrale.
Nel cinema è stato interprete di diversi film, tra i quali 'o Re (1989) di Luigi Magni, dove interpreta la parte di Chiavone. Nel 1986 ha inoltre lavorato con Maurizio Ponzi per la realizzazione del film Il tenente dei carabinieri.

## Filmografia

### Cinema
- Donnarumma all'assalto, regia di Marco Leto (1972)
- Il tenente dei carabinieri, regia di Maurizio Ponzi (1986)
- 'o Re, regia di Luigi Magni (1989)

### Televisione
- Madame Curie, regia di Guglielmo Morandi – film TV (1966)
- Tovaritch, prosa di Jacques Deval, regia di Flaminio Bollini, trasmessa sul Secondo programma il 17 maggio 1967.
- Il cappello del prete – miniserie TV, episodio 1x03 (1970)
- Oltre il duemila – miniserie TV, episodio 1x01 (1971)
- Le inchieste del commissario Maigret – serie TV, episodio 4x03 (1972)
- Dov'è Anna?, regia di Piero Schivazappa – miniserie TV, episodio 1x07 (1976)
- Lo scandalo della banca romana, regia di Luigi Perelli – miniserie TV, episodi 1x01-1x02-1x03 (1977)
- L'affare Stavisky – miniserie TV, episodi 1x01-1x02-1x03 (1979)
- Ma che cosa è quest'amore, regia di Ugo Gregoretti – miniserie TV, episodio 1x01 (1979)
- Tre operai – miniserie TV, episodi 1x01-1x02 (1980)
- La casa rossa, regia di Delmer Daves – miniserie TV, 5 episodi (1981)
- L'avventura di un fotografo, regia di Francesco Maselli – film TV (1983)
- Il cugino americano, regia di Giacomo Battiato – miniserie TV (1986)
- Nessuno torna indietro – serie TV, episodi 1x01-1x02-1x03 (1987)
- La voglia di vincere – miniserie TV, 3 puntate (1987)
- Stay Lucky – serie TV, episodio 4x10 (1993)